# Гервасий (Линцевский) (епископ Феодосийский)
Епископ Гервасий (Линцевский; 1720, село Ивановка, Киевский полк — 8 (19) января 1798) — епископ Русской православной церкви, епископ Феодосийский, викарий Екатеринославской епархии.

## Биография
Родился в 1720 году в семье священника села Иванкова (Иванюкова) Киевского полка
По окончании Киевской духовной академии учительствовал в Переяславской «коллегии».
В 1746 году пострижен в монашество епископом Переяславским Никодимом (Скребницким).
7 ноября 1758 года назначен настоятелем Белгородского Николаевского монастыря с возведением в сан архимандрита.
В 1764 году переведён в Акатов Алексеевский монастырь в Воронеже.
24 марта 1768 года определен в Андрониев Троицкий монастырь, Черниговской епархии.
В 1773 году назначен в Великолукский Троице-Сергиев монастырь.
23 ноября 1775 года переведён в Старорусский Спасский монастырь.
С 13 марта 1776 года — настоятель Пыскорского Преображенского монастыря в Перми. В этом же году, по болезни, перемещен в Можайский Лужецкий монастырь.
С 17 июля 1777 года — настоятель Суздальского Спасо-Евфимиева монастыря.
22 января 1778 года епископ Суздальский Тихон (Якубовский) поручил ему исполнять обязанности ректора Суздальской духовной семинарии с окладом в 100 рублей в год, «дабы он за учащимися охотнее смотрение имел». Впрочем, префект иеромонах Антоний (Великосельский), уже ранее в течение трёх лет заведовавший Суздальской семинарией, как предполагает историк этой семинарии Н. В. Малицкий, «оставался ближайшим и непосредственным начальником семинарии»; он же преподавал и богословие, предмет, поручавшийся обычно ректору; Гервасию, по-видимому, не нравилось значение Антония, и в 1783 году ректор доложил епископу Тихону, что «наблюдательство над учениками семинарии не может иметь надлежащей ферулы» за разнообразной и сложной деятельностью префекта. Но богословие было оставлено за Антонием, и только в помощь префекту был назначен вице-префект. На обязанности же Гервасия оставалось «за всеми учителями смотреть обще с префектом, чтобы они свои должности исправляли как наирачительнейше, для познания же их рачительности обще с префектом и вице-префектом дважды в неделю классы обойти и об успехах спросить, а в случае оплошности доложить сначала словесно, а потом и письменно» Преосвященному. Гервасий, впрочем, желал приносить семинарии возможную пользу, и по выходе из семинарии Антония он за неимением учителя богословия по собственному почину прочитал полтора курса по богословию. Но вообще управление семинарией тяготило Гервасия, который к тому же имел «труднейшее положенное в силу Высочайшего именного повеления по Тайной Экспедиции послушание», по должности «коменданта» духовно-политической тюрьмы Спасо-Евфимиева монастыря. Немало неприятностей было у него и с личным составом учащих: одни, как иеродиакон Иоасаф, не оправдывали доверия ректора, предаваясь пьянству и разным «шалостям»; другие, подобно учителю Пигмееву, были враждебны ректору. «По заобыклой его необузданности языка, доносил Гервасий архиерею в ответ на предписание проэкзаменовать Пигмеева, немало я стороною наругательства понес. Да и лучшии по скоморошеству его посмеиваемы бывали. Потому и приступить к узнанию его остроты я не в состоянии и прошу Вашего Преосвященства иному сию комиссию препоручить. Однако признаю, что одни худые его нравы по Регламенту не могут сделать добрым и честным учителем». По вступлении в 1788 году на Суздальскую кафедру епископа Виктора (Онисимова) Гервасий подал прошение об увольнении от ректорства.
12 октября 1788 года, согласно прошению, уволен от ректорства и 27 октября того же года назначен настоятелем смоленского Крестовоздвиженского Бизюкова монастыря.
С 6 мая 1795 года — настоятель Новгородского Юрьева монастыря.
13 мая 1796 года ему было повелено быть епископом Феодосийским, викарием Екатеринославской епархии.
29 мая 1796 года хиротонисан во епископа Феодосийского, викария Екатеринославской епархии.
Скончался 8 января 1798 года.